# Lika Gidonowna Kremer

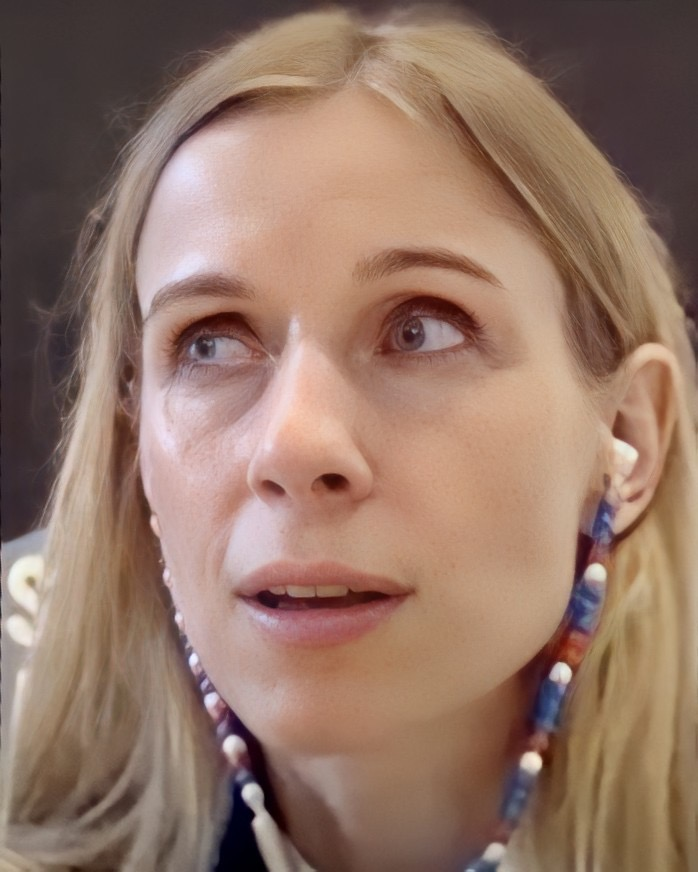
Lika Kremer 2020

Lika Gidonowna Kremer (russisch Лика Гидоновна Кремер, geboren als Ailika (Айлика) am 15. Mai 1977 in Moskau) ist eine ehemalige russische Schauspielerin, Moderatorin und heutige Medienunternehmerin.

## Familiäre Herkunft
Lika Kremer stammt aus einer Familie mit langer Musikertradition und väterlicherseits deutsch-jüdischen Vorfahren. Sie ist die Urenkelin des deutsch-schwedischen Violinisten Karl Brückner (* 1893 in Göteborg; † 1963 in Riga) und der deutschen Jüdin Nora Edith Friedberg (1890–1970). Die Familie floh aus Deutschland vor den Nationalsozialisten zunächst ins lettische Riga und nach dem Überfall Deutschlands auf die Sowjetunion nach Alma Ata ins heutige Kasachstan. Nach Ende des Zweiten Weltkriegs kehrte die Familie nach Riga zurück, wo Marianne Brückner (1922–2011) den jüdischstämmigen Holocaustüberlebenden und Violinisten Markus Kremer (1898–1981) heiratete, dessen gesamte Familie im Holocaust ermordet worden war, darunter seine Frau und die eineinhalbjährige Tochter Liba.
1947 kam Lika Kremers Vater Gidon Kremer zur Welt, der zunächst in Riga, dann in Leningrad Karriere machte und auch im Westen bekannt wurde. Anfang 1978 bat Kremer die sowjetische Regierung um einen zweijährigen Urlaub, der er schließlich erhielt, doch blieb er 1980 länger im Westen, als sein sowjetisches Visum es ihm erlaubte. Kremer entschied sich, nicht mehr in die (damalige) UdSSR zurückzukehren, auch der Rest seiner Familie emigrierte in den Westen, in die Bundesrepublik Deutschland.
Bereits 1977 war Gidon Kremers Tochter Lika in Moskau geboren worden, die aus einer Beziehung mit der russischen Pianistin Ksenija Knorre hervorging, der Tochter der Pianistin Wera Wassiljewna Gornostajewa (1929–2015). Sie blieb bei der Mutter in der UdSSR.

## Schauspiel- und Medienkarriere
Kremer spielte im Alter von fünf Jahren die Hauptrolle in der Kinderfilmkomödie Quarantäne (russisch: Karantin (1983)) und wurde auf dem Internationalem Filmfestival des Humors und der Satire im bulgarischen Gabrowo als beste Hauptdarstellerin ausgezeichnet.
Kremer ging auf die Zentrale Musikschule am Moskauer Konservatorium sowie auf eine Privatschule in Frankreich und graduierte an der Moskauer Kunst- und Theaterschule und studierte Regiewesen an der New York Film Academy, wo sie drei Kurzfilme machte. Später spielte sie am Perowskaja-Theater und am Theater-Studio von Oleg Pawlowitsch Tabakow.
Ende 2003 begann Kremer für das Fernsehen zu arbeiten.
2005 spielte sie in der belgischen Fernsehserie Matrioshki – Mädchenhändler die Rolle der nach Belgien verschleppten russischen Zwangsprostituierten Eva.
Als Fernsehmoderatorin arbeitete Kremer unter anderem für den russischen Staatssender Rossija 1 und Domaschni und leitete Sendungen wie Mutter und Kind (мать и дитя). Von 2012 bis 2016 war Kremer Moderatorin der Sendung Hier und Jetzt (Здесь и сейчас) beim liberalen Fernsehsender Doschd. Ebenfalls moderierte sie bei Doschd die Hauptnachrichtensendung Kremer (russisch: Кремер. Вечернее шоу).
Kremer nahm auch an vielen Unterhaltungsshows teil, etwa Fort Boyard (Форт Боярд) und einer Eiskunstlauf-Show.
Später wurde sie Medienproduzentin, unter anderem für die russisch-lettischsprachige Zeitung Meduza, die sie 2019 verließ. Im Juni 2019 gründete sie das Studio Libo/Or, das Podcasts für Unternehmen und Medien produziert.

## Privatleben
Kremer ist Mutter von drei Kindern.

## Flucht aus Russland im Zuge des Ukraine-Krieges 2022
Aufgrund ihrer oppositionellen Haltung flohen Kremer und ihr Lebensgefährte Andrej Babitski nach dem russischen Überfall auf die Ukraine im Frühjahr 2022 mit ihren Kindern nach Georgien. Sie leben heute in der georgischen Hauptstadt Tiflis. Im April 2022 heiratete das Paar.

## Filmographie (Auswahl)
- 1983: Quarantäne
- 1993: Ivan und Abraham
- 2002: Red Serpent
- 2005: Matrioshki – Mädchenhändler (Matroesjka’s)